# Діяр
Дія́р (каз. Дияр) — село складі Байганінського району Актюбінської області Казахстану. Входить до складу Міялинського сільського округу.
Населення — 264 особи (2021; 342 у 2009, 396 у 1999, 577 у 1989).